# Pajaril
En náutica, el Pajarín/Pajaril (ant. Pasarivo) es el cabo con que se sujeta el puño de escota de la vela mayor.
Singularmente la del trinquete, cuando se va a viento largo de ocho y nueve cuartas. (ing. Passaree; it. Bardago).

## Etimología
El Pajarín/Pajaril, antiguamente, se llamaba Pasarivo.

## Uso
Sirve para regular la tensión del pujamen de la vela mayor en la dirección horizontal aplanándola o embolsándola. En consecuencia la vela se embolsa menos en condiciones de viento más duras y se embolsa más en condiciones de poco viento.

## Expresiones
- Hacer pajaril (Ir al pajaril; Navegar al pajaril): es la posición misma que resulta navegando en esta forma, y se verifica llevando el puño de la amura del trinquete entre el pescante de dicha amura y la serviola.